# اوپسالا
اوپسالا (به سوئدی: Uppsala) یکی از شهرهای مرکزی سوئد است و در ۷۰ کیلومتری شمال استکهلم قرار گرفته‌است. این شهر، با ۱۶۸٬۰۹۶ نفر جمعیت (آمار ۲۰۱۷) چهارمین شهر بزرگ سوئد است.
دانشگاه اوپسالا در سال ۱۴۷۷ میلادی تأسیس شده‌است که یکی از قدیمی‌ترین دانشگاه‌های منطقه اسکاندیناوی می‌باشد. دانشکده ایران‌شناسی دانشگاه اوپسالا از دانشکده‌های بسیار فعال و معروف در زمینه مطالعات ایران است.